# Selfia
Selfia is een geslacht van kreeftachtigen uit de klasse van de Ichthyostraca.

## Soort
- Selfia porosus Riley, 1994